# Bundestagswahlkreis Rhein-Sieg-Kreis II
Der Wahlkreis Rhein-Sieg-Kreis II (Wahlkreis 97; bis zur Bundestagswahl 2021 Wahlkreis 98) ist ein Bundestagswahlkreis im südlichen Nordrhein-Westfalen und umfasst den westlichen Teil des Rhein-Sieg-Kreises mit den Gemeinden Alfter, Bad Honnef, Bornheim, Königswinter, Meckenheim, Rheinbach, Sankt Augustin, Swisttal und Wachtberg. Der Wahlkreis wurde seit seinem Bestehen bei allen Wahlen vom jeweiligen Kandidaten der CDU gewonnen.

## Wahlkreisgeschichte
Zur Bundestagswahl 1980 wurde das Gebiet des Rhein-Sieg-Kreises neu eingeteilt. Neben dem schon bestehenden Bundestagswahlkreis Rhein-Sieg-Kreis I wurde der Wahlkreis Rhein-Sieg-Kreis II neu eingerichtet. Zuvor bestand seit der Bundestagswahl 1965 der Wahlkreis Oberbergischer Kreis – Rhein-Sieg-Kreis II bzw. Oberbergischer Kreis – Siegkreis II. Von 1949 bis 1961 bildete der gesamte Siegkreis den Wahlkreis Siegkreis.
| Wahl      | Wahlkreisname          | Gebiet |
| --------- | ---------------------- | --- |
| 1980–1998 | 65 Rhein-Sieg-Kreis II | Alfter, Bad Honnef, Bornheim, Königswinter, Meckenheim, Rheinbach, Sankt Augustin, Swisttal und Wachtberg |
| 2002–2009 | 99 Rhein-Sieg-Kreis II | Alfter, Bad Honnef, Bornheim, Königswinter, Meckenheim, Rheinbach, Sankt Augustin, Swisttal und Wachtberg |
| 2013–2021 | 98 Rhein-Sieg-Kreis II | Alfter, Bad Honnef, Bornheim, Königswinter, Meckenheim, Rheinbach, Sankt Augustin, Swisttal und Wachtberg |
| 2025–     | 97 Rhein-Sieg-Kreis II | Alfter, Bad Honnef, Bornheim, Königswinter, Meckenheim, Rheinbach, Sankt Augustin, Swisttal und Wachtberg |

## Wahlkreisabgeordnete
| Wahl | Abgeordneter | Abgeordneter    | Partei | Stimmen in % |
| ---- | ------------ | --------------- | ------ | ------------ |
| 1980 |              | Franz Möller    | CDU    | 54,5         |
| 1983 | 61,0         | Franz Möller    | CDU    |              |
| 1987 | 55,4         | Franz Möller    | CDU    |              |
| 1990 | 52,7         | Franz Möller    | CDU    |              |
| 1994 |              | Norbert Röttgen | CDU    | 49,8         |
| 1998 | 48,8         | Norbert Röttgen | CDU    |              |
| 2002 | 48,2         | Norbert Röttgen | CDU    |              |
| 2005 | 51,8         | Norbert Röttgen | CDU    |              |
| 2009 | 50,3         | Norbert Röttgen | CDU    |              |
| 2013 | 52,4         | Norbert Röttgen | CDU    |              |
| 2017 | 46,5         | Norbert Röttgen | CDU    |              |
| 2021 | 40,0         | Norbert Röttgen | CDU    |              |
| 2025 | 43,8         | Norbert Röttgen | CDU    |              |

## Wahlergebnisse

### Bundestagswahl 2025
| Kandidaten                                             | Kandidaten                   | Parteien/Listen       | Erststimmen | Erststimmen | Zweitstimmen | Zweitstimmen |
| Kandidaten                                             | Kandidaten                   | Parteien/Listen       | Stimmen     | %           | Stimmen      | %            |
| ------------------------------------------------------ | ---------------------------- | --------------------- | ----------- | ----------- | ------------ | ------------ |
|                                                        | Ute Krupp                    | SPD                   | 32.287      | 17,8        | 30.333       | 16,6         |
|                                                        | Norbert Röttgengewählt im WK | CDU                   | 79.639      | 43,8        | 63.717       | 35,0         |
|                                                        | Moritz Wächter               | Bündnis 90/Die Grünen | 23.157      | 12,7        | 26.800       | 14,7         |
|                                                        | Nicole Westig                | FDP                   | 5.879       | 3,2         | 10.261       | 5,6          |
|                                                        | Roger Beckamp                | AfD                   | 25.832      | 14,2        | 26.036       | 14,3         |
|                                                        | Heinz-Peter Schulz           | Die Linke             | 9.768       | 5,4         | 11.888       | 6,5          |
|                                                        | Michael Stehr                | Freie Wähler          | 2.139       | 1,2         | 900          | 0,5          |
|                                                        | –                            | Tierschutzpartei      | –           | –           | 1.853        | 1,0          |
|                                                        | –                            | dieBasis              | –           | –           | 434          | 0,2          |
|                                                        | –                            | Die PARTEI            | –           | –           | 821          | 0,5          |
|                                                        | –                            | Todenhöfer            | –           | –           | 269          | 0,1          |
|                                                        | Valeska Huland               | Volt                  | 3.034       | 1,7         | 1.651        | 0,9          |
|                                                        | –                            | MLPD                  | –           | –           | 24           | 0,0          |
|                                                        | –                            | PdF                   | –           | –           | 278          | 0,2          |
|                                                        | –                            | Bündnis Deutschland   | –           | –           | 205          | 0,1          |
|                                                        | –                            | BSW                   | –           | –           | 6.636        | 3,6          |
|                                                        | –                            | MERA25                | –           | –           | 45           | 0,0          |
|                                                        | –                            | WerteUnion            | –           | –           | 130          | 0,1          |
| Gesamt                                                 | Gesamt                       | Gesamt                | 181.735     | 100         | 182.281      | 100          |
|                                                        |                              |                       |             |             |              |              |
| Ungültige Stimmen                                      | Ungültige Stimmen            | Ungültige Stimmen     | 1.428       | 0,8         | 882          | 0,5          |
| Wähler                                                 | Wähler                       | Wähler                | 183.163     | 85,5        | 183.163      | 85,5         |
| Wahlberechtigte                                        | Wahlberechtigte              | Wahlberechtigte       | 214.269     |             | 214.269      |              |
|                                                        |                              |                       |             |             |              |              |
| Quellen: Die Bundeswahlleiterin, Kandidaten – Ergebnis |                              |                       |             |             |              |              |

### Bundestagswahl 2021
| Kandidaten                                            | Kandidaten                   | Parteien/Listen      | Erststimmen | Erststimmen | Zweitstimmen | Zweitstimmen |
| Kandidaten                                            | Kandidaten                   | Parteien/Listen      | Stimmen     | %           | Stimmen      | %            |
| ----------------------------------------------------- | ---------------------------- | -------------------- | ----------- | ----------- | ------------ | ------------ |
|                                                       | Norbert Röttgengewählt im WK | CDU                  | 70.144      | 40,0        | 51.795       | 29,5         |
|                                                       | Katja Stoppenbrink           | SPD                  | 41.004      | 23,4        | 41.753       | 23,8         |
|                                                       | Nicole Westig                | FDP                  | 13.914      | 7,9         | 23.435       | 13,4         |
|                                                       | Roger Beckamp                | AfD                  | 10.385      | 5,9         | 10.551       | 6,0          |
|                                                       | Richard Ralfs                | GRÜNE                | 26.956      | 15,4        | 31.027       | 17,7         |
|                                                       | Andreas Danne                | DIE LINKE            | 4.607       | 2,6         | 5.687        | 3,2          |
|                                                       | Marcel Klingenstein          | Die PARTEI           | 2.537       | 1,4         | 1.530        | 0,9          |
|                                                       | –                            | Tierschutzpartei     | –           | –           | 2.215        | 1,3          |
|                                                       | –                            | PIRATEN              | –           | –           | 599          | 0,3          |
|                                                       | Michael Stehr                | FREIE WÄHLER         | 1.697       | 1,0         | 1.303        | 0,7          |
|                                                       | –                            | NPD                  | –           | –           | 112          | 0,1          |
|                                                       | –                            | ÖDP                  | –           | –           | 166          | 0,1          |
|                                                       | –                            | V-Partei³            | –           | –           | 128          | 0,1          |
|                                                       | –                            | Gesundheitsforschung | –           | –           | 196          | 0,1          |
|                                                       | –                            | MLPD                 | –           | –           | 20           | 0,0          |
|                                                       | –                            | Die Humanisten       | –           | –           | 135          | 0,1          |
|                                                       | –                            | DKP                  | –           | –           | 11           | 0,0          |
|                                                       | –                            | SGP                  | –           | –           | 10           | 0,0          |
|                                                       | Nathalie Sanchez Friedrich   | dieBasis             | 2.285       | 1,3         | 2.111        | 1,2          |
|                                                       | –                            | Bündnis C            | –           | –           | 169          | 0,1          |
|                                                       | –                            | du.                  | –           | –           | 59           | 0,0          |
|                                                       | –                            | LIEBE                | –           | –           | 223          | 0,1          |
|                                                       | Jörg Drenkelfort             | LKR                  | 167         | 0,1         | 78           | 0,0          |
|                                                       | –                            | PdF                  | –           | –           | 61           | 0,0          |
|                                                       | –                            | LfK                  | –           | –           | 170          | 0,1          |
|                                                       | –                            | Team Todenhöfer      | –           | –           | 855          | 0,5          |
|                                                       | Philipp Prause               | Volt                 | 1.140       | 0,7         | 1.022        | 0,6          |
|                                                       | Andreas Frick                | Volksabstimmung      | 484         | 0,3         | –            | –            |
| Gesamt                                                | Gesamt                       | Gesamt               | 175.320     | 100         | 175.421      | 100          |
|                                                       |                              |                      |             |             |              |              |
| Ungültige Stimmen                                     | Ungültige Stimmen            | Ungültige Stimmen    | 1.317       | 0,7         | 1.216        | 0,7          |
| Wähler                                                | Wähler                       | Wähler               | 176.637     | 81,8        | 176.637      | 81,8         |
| Wahlberechtigte                                       | Wahlberechtigte              | Wahlberechtigte      | 216.063     |             | 216.063      |              |
|                                                       |                              |                      |             |             |              |              |
| Quellen: Die Bundeswahlleiterin, Kandidaten – Stimmen |                              |                      |             |             |              |              |

Neben Norbert Röttgen, der den Wahlkreis zum achten Mal direkt gewinnen konnte, zogen Roger Beckamp und erneut Nicole Westig über die jeweiligen Landeslisten in den Deutschen Bundestag ein.

### Bundestagswahl 2017
| Kandidaten                                            | Kandidaten                   | Parteien/Listen      | Erststimmen | Erststimmen | Zweitstimmen | Zweitstimmen |
| Kandidaten                                            | Kandidaten                   | Parteien/Listen      | Stimmen     | %           | Stimmen      | %            |
| ----------------------------------------------------- | ---------------------------- | -------------------- | ----------- | ----------- | ------------ | ------------ |
|                                                       | Norbert Röttgengewählt im WK | CDU                  | 80.441      | 46,5        | 61.425       | 35,5         |
|                                                       | Bettina Bähr-Losse           | SPD                  | 39.246      | 22,7        | 34.583       | 20,0         |
|                                                       | Martin Metz                  | GRÜNE                | 13.643      | 7,9         | 15.192       | 8,8          |
|                                                       | Michael Droste               | DIE LINKE            | 9.543       | 5,5         | 11.116       | 6,4          |
|                                                       | Nicole Westig                | FDP                  | 14.491      | 8,4         | 30.142       | 17,4         |
|                                                       | Manfred Berchem              | AfD                  | 14.592      | 8,4         | 15.226       | 8,8          |
|                                                       | –                            | PIRATEN              | –           | –           | 596          | 0,3          |
|                                                       | –                            | NPD                  | –           | –           | 246          | 0,1          |
|                                                       | –                            | Die PARTEI           | –           | –           | 1.268        | 0,7          |
|                                                       | –                            | FREIE WÄHLER         | –           | –           | 457          | 0,3          |
|                                                       | Claus Plantiko               | Volksabstimmung      | 942         | 0,5         | 337          | 0,2          |
|                                                       | –                            | ÖDP                  | –           | –           | 216          | 0,1          |
|                                                       | –                            | MLPD                 | –           | –           | 42           | 0,0          |
|                                                       | –                            | SGP                  | –           | –           | 5            | 0,0          |
|                                                       | –                            | AD-DEMOKRATEN        | –           | –           | 159          | 0,1          |
|                                                       | –                            | BGE                  | –           | –           | 221          | 0,1          |
|                                                       | –                            | DiB                  | –           | –           | 213          | 0,1          |
|                                                       | –                            | DKP                  | –           | –           | 15           | 0,0          |
|                                                       | –                            | DM                   | –           | –           | 178          | 0,1          |
|                                                       | –                            | Die Humanisten       | –           | –           | 102          | 0,1          |
|                                                       | –                            | Gesundheitsforschung | –           | –           | 123          | 0,1          |
|                                                       | –                            | Tierschutzpartei     | –           | –           | 1.092        | 0,6          |
|                                                       | –                            | V-Partei³            | –           | –           | 209          | 0,1          |
| Gesamt                                                | Gesamt                       | Gesamt               | 172.898     | 100         | 173.163      | 100          |
|                                                       |                              |                      |             |             |              |              |
| Ungültige Stimmen                                     | Ungültige Stimmen            | Ungültige Stimmen    | 1.615       | 0,9         | 1.350        | 0,8          |
| Wähler                                                | Wähler                       | Wähler               | 174.513     | 80,8        | 174.513      | 80,8         |
| Wahlberechtigte                                       | Wahlberechtigte              | Wahlberechtigte      | 216.020     |             | 216.020      |              |
|                                                       |                              |                      |             |             |              |              |
| Quellen: Die Bundeswahlleiterin, Kandidaten – Stimmen |                              |                      |             |             |              |              |

Über die FDP-Landesliste zog Nicole Westig in den Bundestag ein.

### Bundestagswahl 2013
| Gegenstand der Nachweisung | Gegenstand der Nachweisung | Erst- stimmen | Erst- stimmen | Zweit- stimmen | Zweit- stimmen |
| Bewerber                   | Partei                     | Anzahl        | %             | Anzahl         | %              |
| -------------------------- | -------------------------- | ------------- | ------------- | -------------- | -------------- |
| Wahlberechtigte            | Wahlberechtigte            | 213.791       | 100,0         | 213.791        | 100,0          |
| Wähler                     | Wähler                     | 164.635       | 77,0          | 164.635        | 77,0           |
| Ungültige Stimmen          | Ungültige Stimmen          | 2.190         | 1,3           | 1.725          | 1,0            |
| Gültige Stimmen            | Gültige Stimmen            | 162.445       | 100,0         | 162.910        | 100,0          |
| davon                      |                            |               |               |                |                |
| Norbert Röttgen            | CDU                        | 85.058        | 52,4          | 73.860         | 45,3           |
| Bettina Bähr-Losse         | SPD                        | 44.098        | 27,1          | 39.571         | 24,3           |
| Thorsten Knott             | FDP                        | 5.058         | 3,1           | 13.468         | 8,3            |
| Arnd Kuhn                  | GRÜNE                      | 11.732        | 7,2           | 14.122         | 8,7            |
| Andreas Danne              | DIE LINKE                  | 5.445         | 3,4           | 7.433          | 4,6            |
| Jakob Jürgen Weiler        | PIRATEN                    | 3.151         | 1,9           | 3.163          | 1,9            |
| Ariane Christine Meise     | NPD                        | 1.207         | 0,7           | 1.091          | 0,7            |
|                            | REP                        | –             | –             | 111            | 0,1            |
|                            | Bündnis 21/RRP             | –             | –             | 75             | 0,0            |
| Claus Plantiko             | Volksabstimmung            | 598           | 0,4           | 421            | 0,3            |
|                            | ÖDP                        | –             | –             | 270            | 0,2            |
|                            | MLPD                       | –             | –             | 18             | 0,0            |
|                            | BüSo                       | –             | –             | 21             | 0,0            |
|                            | PSG                        | –             | –             | 17             | 0,0            |
| Vladimir Skoda             | AfD                        | 5.058         | 3,1           | 7.362          | 4,5            |
|                            | BIG                        | –             | –             | 146            | 0,1            |
|                            | pro Deutschland            | –             | –             | 299            | 0,2            |
|                            | DIE RECHTE                 | –             | –             | 10             | 0,0            |
| Iris Häger                 | FREIE WÄHLER               | 1.040         | 0,6           | 585            | 0,4            |
|                            | Nichtwähler                | –             | –             | 163            | 0,1            |
|                            | PDV                        | –             | –             | 115            | 0,1            |
|                            | Die PARTEI                 | –             | –             | 589            | 0,4            |

Am 1. Oktober 2016 zog Bettina Bähr-Losse als Nachrückerin für Peer Steinbrück über die Landesliste der SPD in den Bundestag ein.

### Bundestagswahl 2009
| Gegenstand der Nachweisung | Gegenstand der Nachweisung | Erst- stimmen | Erst- stimmen | Zweit- stimmen | Zweit- stimmen |
| Bewerber                   | Partei                     | Anzahl        | %             | Anzahl         | %              |
| -------------------------- | -------------------------- | ------------- | ------------- | -------------- | -------------- |
| Wahlberechtigte            | Wahlberechtigte            | 211.859       | 100,0         | 211.859        | 100,0          |
| Wähler                     | Wähler                     | 161.746       | 76,3          | 161.746        | 76,3           |
| Ungültige Stimmen          | Ungültige Stimmen          | 1.994         | 1,2           | 1.715          | 1,1            |
| Gültige Stimmen            | Gültige Stimmen            | 159.752       | 100,0         | 160.031        | 100,0          |
| davon                      |                            |               |               |                |                |
| Ulrike Merten              | SPD                        | 39.489        | 24,7          | 33.235         | 20,8           |
| Norbert Röttgen            | CDU                        | 80.363        | 50,3          | 59.487         | 37,2           |
| Thorsten Knott             | FDP                        | 16.012        | 10,0          | 34.858         | 21,8           |
| Arnd Kuhn                  | GRÜNE                      | 14.046        | 8,8           | 16.898         | 10,6           |
| Heinz-Jürgen Hörster       | DIE LINKE                  | 7.430         | 4,7           | 8.800          | 5,5            |
| Wolfgang Bruhn             | NPD                        | 1.443         | 0,9           | 1.188          | 0,7            |
|                            | Die Tierschutzpartei       | –             | –             | 974            | 0,6            |
|                            | FAMILIE                    | –             | –             | 605            | 0,4            |
|                            | REP                        | –             | –             | 224            | 0,1            |
| Werner Henrichs            | Volksabstimmung            | 969           | 0,6           | 452            | 0,3            |
|                            | MLPD                       | –             | –             | 27             | 0,0            |
|                            | PSG                        | –             | –             | 15             | 0,0            |
|                            | ZENTRUM                    | –             | –             | 96             | 0,1            |
|                            | BüSo                       | –             | –             | 15             | 0,0            |
|                            | DVU                        | –             | –             | 69             | 0,0            |
|                            | ödp                        | –             | –             | 149            | 0,1            |
|                            | PIRATEN                    | –             | –             | 2.445          | 1,5            |
|                            | RRP                        | –             | –             | 163            | 0,1            |
|                            | RENTNER                    | –             | –             | 331            | 0,2            |

### Bundestagswahl 2005
| Gegenstand der Nachweisung | Gegenstand der Nachweisung | Erst- stimmen | Erst- stimmen | Zweit- stimmen | Zweit- stimmen |
| Bewerber                   | Partei                     | Anzahl        | %             | Anzahl         | %              |
| -------------------------- | -------------------------- | ------------- | ------------- | -------------- | -------------- |
| Wahlberechtigte            | Wahlberechtigte            | 209.093       | 100,0         | 209.093        | 100,0          |
| Wähler                     | Wähler                     | 171.115       | 81,8          | 171.115        | 81,8           |
| Ungültige Stimmen          | Ungültige Stimmen          | 1.674         | 1,0           | 1.361          | 0,8            |
| Gültige Stimmen            | Gültige Stimmen            | 169.441       | 100,0         | 169.754        | 100,0          |
| davon                      |                            |               |               |                |                |
| Ulrike Merten              | SPD                        | 59.838        | 35,3          | 51.802         | 30,5           |
| Norbert Röttgen            | CDU                        | 87.736        | 51,8          | 69.678         | 41,0           |
| Carl Sonnenschein          | FDP                        | 8.063         | 4,8           | 24.947         | 14,7           |
| Robert de la Haye          | GRÜNE                      | 7.708         | 4,5           | 13.843         | 8,2            |
| Uwe Groeneveld             | Die Linke.                 | 4.492         | 2,7           | 5.867          | 3,5            |
|                            | REP                        | –             | –             | 232            | 0,1            |
|                            | Die Tierschutzpartei       | –             | –             | 675            | 0,4            |
| Wolfgang Bruhn             | NPD                        | 1.130         | 0,7           | 1.099          | 0,6            |
|                            | FAMILIE                    | –             | –             | 468            | 0,3            |
|                            | GRAUE                      | –             | –             | 483            | 0,3            |
|                            | PBC                        | –             | –             | 304            | 0,2            |
|                            | ZENTRUM                    | –             | –             | 49             | 0,0            |
|                            | BüSo                       | –             | –             | 32             | 0,0            |
| Lothar Bollwig             | Deutschland                | 474           | 0,3           | 197            | 0,1            |
|                            | MLPD                       | –             | –             | 29             | 0,0            |
|                            | PSG                        | –             | –             | 49             | 0,0            |

Über die SPD-Landesliste zog erneut Ulrike Merten in den Deutschen Bundestag ein.

### Bundestagswahl 2002
| Gegenstand der Nachweisung | Gegenstand der Nachweisung | Erst- stimmen | Erst- stimmen | Zweit- stimmen | Zweit- stimmen |
| Bewerber                   | Partei                     | Anzahl        | %             | Anzahl         | %              |
| -------------------------- | -------------------------- | ------------- | ------------- | -------------- | -------------- |
| Wahlberechtigte            | Wahlberechtigte            | 203.878       | 100,0         | 203.878        | 100,0          |
| Wähler                     | Wähler                     | 171.712       | 84,2          | 171.712        | 84,2           |
| Ungültige Stimmen          | Ungültige Stimmen          | 1.499         | 0,9           | 1.167          | 0,7            |
| Gültige Stimmen            | Gültige Stimmen            | 170.213       | 100,0         | 170.545        | 100,0          |
| davon                      |                            |               |               |                |                |
| Ulrike Merten              | SPD                        | 62.546        | 36,7          | 54.879         | 32,2           |
| Norbert Röttgen            | CDU                        | 82.059        | 48,2          | 72.961         | 42,8           |
| Andreas Pinkwart           | FDP                        | 13.804        | 8,1           | 21.181         | 12,4           |
| Ingo Steiner               | GRÜNE                      | 9.516         | 5,6           | 16.937         | 9,9            |
| Udo Otto Orzel             | PDS                        | 1.284         | 0,8           | 1.484          | 0,9            |
|                            | REP                        | –             | –             | 262            | 0,2            |
|                            | GRAUE                      | –             | –             | 278            | 0,2            |
|                            | Die Tierschutzpartei       | –             | –             | 546            | 0,3            |
|                            | FAMILIE                    | –             | –             | 283            | 0,2            |
| Hermann-Josef Koch         | NPD                        | 863           | 0,5           | 473            | 0,3            |
|                            | PBC                        | –             | –             | 251            | 0,1            |
|                            | ödp                        | –             | –             | 76             | 0,0            |
|                            | CM                         | –             | –             | 56             | 0,0            |
|                            | DIE FRAUEN                 | –             | –             | 115            | 0,1            |
|                            | BüSo                       | –             | –             | 23             | 0,0            |
|                            | Die Violetten              | –             | –             | 36             | 0,0            |
|                            | ZENTRUM                    | –             | –             | 62             | 0,0            |
|                            | HP                         | –             | –             | 27             | 0,0            |
|                            | Schill                     | –             | –             | 615            | 0,4            |
| Dominique David Oster      | Deutschland                | 141           | 0,1           | –              | –              |

Ulrike Merten und Andreas Pinkwart zogen über die jeweiligen Landeslisten ihrer Parteien in den Bundestag ein, Pinkwart legte sein Mandat am 28. Juni 2005 nieder, weil er Minister und Stellvertretender Ministerpräsident im Kabinett Rüttgers in Nordrhein-Westfalen wurde.

### Bundestagswahl 1998
| Gegenstand der Nachweisung | Gegenstand der Nachweisung | Erst- stimmen | Erst- stimmen | Zweit- stimmen | Zweit- stimmen |
| Bewerber                   | Partei                     | Anzahl        | %             | Anzahl         | %              |
| -------------------------- | -------------------------- | ------------- | ------------- | -------------- | -------------- |
| Wahlberechtigte            | Wahlberechtigte            | 197.226       | 100,0         | 197.226        | 100,0          |
| Wähler                     | Wähler                     | 171.494       | 87,0          | 171.494        | 87,0           |
| Ungültige Stimmen          | Ungültige Stimmen          | 2.085         | 1,2           | 1.817          | 1,1            |
| Gültige Stimmen            | Gültige Stimmen            | 169.409       | 100,0         | 169.677        | 100,0          |
| davon                      |                            |               |               |                |                |
| Ingrid Matthäus-Maier      | SPD                        | 70.508        | 41,6          | 59.251         | 34,9           |
| Norbert Röttgen            | CDU                        | 82.591        | 48,8          | 70.735         | 41,7           |
| Andreas Pinkwart           | F.D.P.                     | 6.156         | 3,6           | 19.677         | 11,6           |
| Tarik Tell                 | GRÜNE                      | 6.245         | 3,7           | 12.946         | 7,6            |
| Helmut Manz                | PDS                        | 1.080         | 0,6           | 1.689          | 1,0            |
| Lothar Bollwig             | Deutschland                | 390           | 0,2           | 181            | 0,1            |
|                            | APPD                       | –             | –             | 131            | 0,1            |
|                            | BüSo                       | –             | –             | 37             | 0,0            |
|                            | BFB – Die Offensive        | –             | –             | 255            | 0,2            |
|                            | Chance 2000                | –             | –             | 74             | 0,0            |
|                            | CM                         | –             | –             | 59             | 0,0            |
|                            | DVU                        | –             | –             | 852            | 0,5            |
| Martin Unverdorben         | GRAUE                      | 546           | 0,3           | 463            | 0,3            |
| Siegfried Schwabe          | REP                        | 1.257         | 0,7           | 1.098          | 0,6            |
|                            | FAMILIE                    | –             | –             | 266            | 0,2            |
|                            | DIE FRAUEN                 | –             | –             | 68             | 0,0            |
|                            | Pro DM                     | –             | –             | 612            | 0,4            |
|                            | MLPD                       | –             | –             | 10             | 0,0            |
|                            | Tierschutz                 | –             | –             | 466            | 0,3            |
| Knut Wesenberg             | NPD                        | 349           | 0,2           | 235            | 0,1            |
|                            | NATURGESETZ                | –             | –             | 63             | 0,0            |
| Herbert Freischen          | ödp                        | 287           | 0,2           | 162            | 0,1            |
|                            | PBC                        | –             | –             | 176            | 0,1            |
|                            | Nichtwähler                | –             | –             | 157            | 0,1            |
|                            | PSG                        | –             | –             | 14             | 0,0            |

Ingrid Matthäus-Maier zog erneut über die NRW-Landesliste der SPD in den Bundestag ein, legte ihr Mandat aber am 1. Juli 1999 nieder.

### Bundestagswahl 1994
| Gegenstand der Nachweisung    | Gegenstand der Nachweisung | Erst- stimmen | Erst- stimmen | Zweit- stimmen | Zweit- stimmen |
| Bewerber                      | Partei                     | Anzahl        | %             | Anzahl         | %              |
| ----------------------------- | -------------------------- | ------------- | ------------- | -------------- | -------------- |
| Wahlberechtigte               | Wahlberechtigte            | 190.048       | 100,0         | 190.048        | 100,0          |
| Wähler                        | Wähler                     | 163.220       | 85,9          | 163.220        | 85,9           |
| Ungültige Stimmen             | Ungültige Stimmen          | 4.153         | 2,5           | 2.986          | 1,8            |
| Gültige Stimmen               | Gültige Stimmen            | 159.067       | 100,0         | 160.234        | 100,0          |
| davon                         |                            |               |               |                |                |
| Ingrid Matthäus-Maier         | SPD                        | 59.945        | 37,7          | 50.157         | 31,3           |
| Norbert Röttgen               | CDU                        | 79.208        | 49,8          | 72.415         | 45,2           |
| Andreas Pinkwart              | F.D.P.                     | 6.694         | 4,2           | 18.075         | 11,3           |
| Johann-Wolfgang Rudolf Köhler | GRÜNE                      | 9.778         | 6,1           | 13.669         | 8,5            |
| Siegfried Schwabe             | REP                        | 1.847         | 1,2           | 1.818          | 1,1            |
|                               | PDS                        | –             | –             | 1.351          | 0,8            |
|                               | Solidarität                | –             | –             | 41             | 0,0            |
|                               | BSA                        | –             | –             | 19             | 0,0            |
|                               | CM                         | –             | –             | 81             | 0,1            |
|                               | ZENTRUM                    | –             | –             | 56             | 0,0            |
| Leo May                       | DIE GRAUEN                 | 764           | 0,5           | 720            | 0,4            |
| Norbert Josef Hess            | NATURGESETZ                | 330           | 0,2           | 195            | 0,1            |
|                               | MLPD                       | –             | –             | 12             | 0,0            |
|                               | Die Tierschutzpartei       | –             | –             | 512            | 0,3            |
| Johannes Herzog               | ÖDP                        | 501           | 0,3           | 396            | 0,2            |
|                               | PBC                        | –             | –             | 149            | 0,1            |
|                               | STATT Partei               | –             | –             | 568            | 0,4            |

Ingrid Matthäus-Maier zog über die Landesliste der SPD in den Bundestag ein.

### Bundestagswahl 1990
| Gegenstand der Nachweisung | Gegenstand der Nachweisung | Erst- stimmen | Erst- stimmen | Zweit- stimmen | Zweit- stimmen |
| Bewerber                   | Partei                     | Anzahl        | %             | Anzahl         | %              |
| -------------------------- | -------------------------- | ------------- | ------------- | -------------- | -------------- |
| Wahlberechtigte            | Wahlberechtigte            | 185.845       | 100,0         | 185.845        | 100,0          |
| Wähler                     | Wähler                     | 154.275       | 83,0          | 154.275        | 83,0           |
| Ungültige Stimmen          | Ungültige Stimmen          | 1.892         | 1,2           | 1.429          | 0,9            |
| Gültige Stimmen            | Gültige Stimmen            | 152.383       | 100,0         | 152.846        | 100,0          |
| davon                      |                            |               |               |                |                |
| Wilhelm Nöbel              | SPD                        | 47.508        | 31,2          | 44.091         | 28,8           |
| Franz Möller               | CDU                        | 80.302        | 52,7          | 73.383         | 48,0           |
| Hermann Friedrich Sack     | F.D.P.                     | 13.826        | 9,1           | 24.129         | 15,8           |
| Reinhard Herbert Krämer    | GRÜNE                      | 9.350         | 6,1           | 6.925          | 4,5            |
| Theresia Müller            | CM                         | 613           | 0,4           | 253            | 0,2            |
|                            | DIE GRAUEN                 | –             | –             | 1.186          | 0,8            |
|                            | REP                        | –             | –             | 1.624          | 1,1            |
|                            | FRAUEN                     | –             | –             | 168            | 0,1            |
| Axel Radloff               | NPD                        | 784           | 0,5           | 290            | 0,2            |
|                            | ÖDP                        | –             | –             | 381            | 0,2            |
|                            | PDS                        | –             | –             | 371            | 0,2            |
|                            | Patrioten                  | –             | –             | 16             | 0,0            |
|                            | VAA                        | –             | –             | 29             | 0,0            |

### Bundestagswahl 1987
| Gegenstand der Nachweisung | Gegenstand der Nachweisung | Erst- stimmen | Erst- stimmen | Zweit- stimmen | Zweit- stimmen |
| Bewerber                   | Partei                     | Anzahl        | %             | Anzahl         | %              |
| -------------------------- | -------------------------- | ------------- | ------------- | -------------- | -------------- |
| Wahlberechtigte            | Wahlberechtigte            | 178.743       | 100,0         | 178.743        | 100,0          |
| Wähler                     | Wähler                     | 156.952       | 87,8          | 156.952        | 87,8           |
| Ungültige Stimmen          | Ungültige Stimmen          | 1.880         | 1,2           | 1.184          | 0,8            |
| Gültige Stimmen            | Gültige Stimmen            | 155.072       | 100,0         | 155.768        | 100,0          |
| davon                      |                            |               |               |                |                |
| Franz Möller               | CDU                        | 85.846        | 55,4          | 77.239         | 49,6           |
| Wilhelm Nöbel              | SPD                        | 46.531        | 30,0          | 43.527         | 27,9           |
| Michael Buse               | F.D.P.                     | 10.876        | 7,0           | 21.680         | 13,9           |
| Wilfried Skupnik           | GRÜNE                      | 11.352        | 7,3           | 11.975         | 7,7            |
|                            | ZENTRUM                    | –             | –             | 133            | 0,1            |
|                            | Mündige Bürger             | –             | –             | 118            | 0,1            |
|                            | FRAUEN                     | –             | –             | 223            | 0,1            |
|                            | MLPD                       | –             | –             | 39             | 0,0            |
|                            | NPD                        | –             | –             | 399            | 0,3            |
|                            | ÖDP                        | –             | –             | 373            | 0,2            |
|                            | Patrioten                  | –             | –             | 62             | 0,0            |
| Asha Purna Kachru          | FRIEDEN                    | 467           | 0,3           | –              | –              |

Wilhelm Nöbel wurde über die Landesliste seiner Partei Mitglied des Bundestages.